# Demon Kakka
Demon Kakka (デーモン閣下, Dēmon Kakka) (nascido em 10 de Novembro de 1962), ou His Excellency Demon Kakka (H.E. Demon Kakka, Vossa Excelencia Demon Kakka), anteriormente conhecido como Demon Kogure (デーモン小暮, Dēmon Kogure) e His Excellency Demon Kogure (デーモン小暮閣下, Dēmon Kogure Kakka); é um músico japonês, jornalista, comediante, apresentador, ator, dublador e crítico de sumô. Sempre trajado a caráter como personagem, já foi citado por muitos como uma das melhores vozes da cena musical japonesa. É famoso por ser líder e vocalista da banda de Heavy Metal Seikima-II (聖飢魔II, Seikimatsu). Como personagem, ele é um Akuma (demonio) mascarado no mundo humano, vice rei de Jigoku (Inferno) e fundador da religião Akumakyou.

## Biografia
Graduado pela Universidade de Waseda com licenciatura em ciências sociais, Demon possui uma irmã mais velha, Yumiko Kogure; ex-apresentadora da emissora TBS (Tokyo Broadcasting System). Nunca foi divulgado pela mídia muita informação pessoal quanto ao cantor, bem como seu verdadeiro nome. Sabe-se de fato que seu sobrenome é Kogure, e é fã convicto de séries japonesas antigas (Tokuhatsu/Live Action) tais como Ultraman, Kamen Rider e filmes como Godzilla. 
Morou em Nova Iorque entre 1967 a 1969 com o seu pai onde adquiriu grande fluência no Inglês. Em um pequeno concurso, ganhou como o melhor imitador de rugido do Godzilla ainda na universidade onde algumas fotos deste evento circularam muitos anos após pela internet revelando sua verdadeira face, embora isto nunca foi comentado pelo próprio.
Naquela mesma época, Demon embarcava na banda Indie chamada Super Slump (スーパースランプ, sūpā suranpu) formada em 1979 com alunos da mesma universidade frequentada por ele. Porém, o Super Slump nunca obteve grande sucesso mesmo tendo ainda durado até final da mesma década, mas Demon deixou a banda formada por Papala Kawai cedo quando resolveu participar do Seikima-II que estava sendo formado por seu colega Damian Hamada que frequentava o clube de canções folclóricas também em Waseda. Assim, Kogure era agora Demon Kogure.

Apresentou-se em público com uma mascara branca como maquiagem, seguido de um tom mais escuro abaixo das bochechas, cabelo sempre loiro e uma coloração azul ao redor dos olhos até o meio do nariz (cuja coloração passou a ser vermelho futuramente quando representa sua carreira solo). Seu estilo de vocal na banda sempre fora melódico com agudos.

## Acidente
Em 1986, Demon Kogure estava se destacando cada vez mais com sua banda. Já eram incontáveis as aparições do mesmo na mídia e programas televisivos. Após o segundo disco do Seikima-II, no verão japonês do mesmo ano, ele apresentou-se em Okayama no festival de rock de Hiruzen. Entre a expectativa de muitos fãs e apreciadores jovens de rock que vieram ver a banda pela primeira vez, Demon iniciou sua apresentação escalando no topo, numa parte da instalação em arco que cobria todo o palco contendo os letreiros em japonês サマーミュージックフェスティバル (Samā myūjikku fesutibaru, Festival de Música de Verão). Para surpresa de muitos, ele despencou sem preparo dali caindo de mal jeito e esbarrando contra uma das caixas de som. Levantou-se imediatamente recusando ajuda da produção e tentou prosseguir com o show naturalmente. Demon quebrou a perna com este incidente e ainda conseguiu prosseguir com pouco mais de 20 minutos da apresentação, mesmo que apoiado só com uma perna na frente de toda a multidão. Após sair do show, foi imediatamente hospitalizado tendo que remodelar seus ossos. Em seus shows seguintes ele apareceu em uma cadeira de rodas personalizada ao mesmo momento em que parecia um trono majestoso (incluindo na apresentação que rendeu um vhs, The Great Black Mass Tour de 1986 e no clipe Adamu no Ringo que viria como faixa do disco seguinte da banda).

## O demônio na mídia
Suas aparições são diversas. Uma lista seria extensa a numerar cada uma ou se quer referências de Demon em animes, video-games, séries de TV ou diversos outros meios de entretenimento. Definitivamente já era um ícone no país ganhando cada vez mais espaço. Entre estes eventos, alguns foram mais notáveis ou destacados.:
- Em 1986, o cantor fez uma pequena apresentação no OVA Wanna-Be's ao apresentar uma luta livre de garotas sendo dublado por ele mesmo.[carece de fontes?]
- Dublou Münchhausen II, um personagem de Urotsukidoji II: Legend of the Demon Womb.[carece de fontes?]
- Apareceu também no próprio anime da banda Seikima-II, chamado de Human Society.[carece de fontes?]
- Foi personagem protagonista de videogame para o console Famicom no game Seikima-II Akuma no Gyakushū! (聖飢魔II 悪魔の逆襲！; Seikima II: A ira do demônio!) produzido pela ISCO /CBS Sony.
- Em 1987 apresentou o programa de rádio All Night Nippon pela NBS (Nippon Broadcasting System), um dos mais famosos programas de rádio do país.[4]
- Fez uma pequena aparição na série Bin Bin (びんびんシリーズ). Uma reportagem de rádio exibido pela TV Fuji.
- Dois anos seguinte, fez também outra pequena aparição, desta vez no filme Godzilla vs. Biollante.
- Em meados do final daquela década, começou a fazer várias propagandas com a Fuji Film até metade dos anos 90.
- Participou da cobertura da TBS das eleições ao senado em 1990.[5]
- Em 1993 fez parte de uma peça de teatro junto com Toshi da banda X Japan e grande elenco, chamado Rock Opera Hamlet (ロックオペラ　ハムレット, Rokkuopera Hamuretto), na qual foi finalizada com uma das músicas do Seikima-II ao lado da própria banda.
- Em 1994 foi o primeiro japonês a ser entrevistado no programa estadunidense Larry King Live.

## Carreira solo
O cantor começou sua carreira solo oficialmente em Abril de 1990 quando lançou seu primeiro disco, Koshoku Yorozu Goe Otoko (好色萬声男) sobre o nome de "Kogure Den-emon", pela CBS Sony. Este pseudônimo nunca foi muito usado entre seus fãs. De fato, cada álbum solo sofreu mudanças quanto a isto, e principalmente em gravadoras.

Seu segundo disco, Demon as Bad Man foi lançado em 1995 já pela Ki/oon Records com o nome artístico de "Demon Kogure"; um ano antes de seu ex-colega Damian Hamada lançar também um disco solo (outros integrantes da banda já haviam ingressado também nessa carreira, mas ainda seguiam na banda).
No final de 1999, o Seikima-II fez 3 shows consecutivos, sendo o último no réveillon de 2000 quando oficialmente a banda encerrou-se. As atividades do cantor foram concentradas desde então a sua carreira solo apenas, lançando em Outubro daquele mesmo ano o álbum Astrodynamics com o pseudônimo de "! [Exclamation]" pela gravadora Ariola Japan. Em 2002 lançou Symphonia já com o nome de "His Excellency Demon Kogure" pela BMG Japan, que, pela mesma também lançou no ano seguinte When The Future Loves The Past 〜未来が過去を愛するとき〜 Mirai ga Kako wo Aisuru toki com o mesmo nome artístico. Girl's Rock foi um disco cover de várias músicas que fizeram sucesso no Japão originalmente cantada por várias cantoras, regravadas pelo próprio Demon em 3 álbuns consecutivos: Girls' Rock, Girls' Rock √ Hakurai (cujo este possui uma faixa cover da música Lambada, famosa internacionalmente pelo grupo Kaoma sobre o estilo musical paraense, popular no Brasil há algumas décadas atrás) e Girls' Rock ~Tiara~. Rendeu também uma compilação chamada Girls' Rock Best. Todas pela gravadora Avex Trax, esta que na qual o cantor teve fixado ultimamente seus trabalhos.

Após a trilogia do Girls' Rock, o álbum Mythology foi produzido em 2012 com participações especiais em algumas canções, como a de Yuki Koyanagi (小柳 ゆき, Koyanagi Yuki) na música A STORY OF THE AGES -shinwa youyuu-.
Produziu e cantou a canção tema do filme "Kamen Rider × Kamen Rider Wizard & Fourze: Movie War Ultimatum" chamada de Forest of Rocks que na qual foi merecedora de um videoclipe posteriormente. No mesmo filme, Kakka participou também como dublador do personagem "Zatan".
Em 2013, utilizou de sua atuação a reproduzir um personagem em clipes/comerciais para o jogo Demon Tribe pela SEGA para iOS.

## Personalidade
Demon é visto como um personagem muito bem humorado e carismático mesmo que com sua voz rouca, querendo por fora aparentar ser assustador. Sempre leva a plateia de seus shows a risos o que cria facilmente grandes admiradores por todo lugar em que ele vá.
Uma das coisas em que fãs foram atraídos ao Seikima-II é devido a fluência do idioma inglês do cantor em algumas músicas no início da banda, época em que cantores japoneses dificilmente dominavam uma boa pronuncia ao menos. Isto que é resultado do próprio ter estudado quando criança em Nova Iorque, lugar na qual ele formou várias amizades. Além disto, demonstrou em shows também ter grande noção em francês e espanhol.

## Curiosidades
Além de se concentrar em sua carreira solo e se apresentar em alguns shows por entre o Japão, Demon também é um crítico de sumô respeitável e foi comentarista do Grand Sumo Tournament para o canal NHK, em 2008. Ele costuma dar palestras na Universidade de Waseda, local onde se graduou quando mais novo. Possui a Dentsu Company, a maior agência de propaganda do Japão; estudou direção de filmes em Los Angeles; é ator e também já compôs letra para musical (vide Rock Opera Hamlet). Já viajou para mais de 50 países, participou de propagandas como uma campanha para a Fujifilm de antidrogas do governo japonês e compôs a trilha sonora do jogo Growth or Devolution.

## Discografia

### Álbuns
| Data de lançamento      | Título                                                                                 | Pseudônimo                   | Gravadora         |
| ----------------------- | -------------------------------------------------------------------------------------- | ---------------------------- | ----------------- |
| 21 de abril de 1990     | 好色萬声男 (Koshoku Yorozu Goe Otoko)                                                  | 小暮伝衛門 (Kogure Den-emon) | Fitzbeat/CBS Sony |
| 21 de setembro de 1995  | Demon as Bad Man                                                                       | Demon Kogure                 | Ki/oon Records    |
| 25 de novembro de 2000  | Astrodynamics                                                                          | ! [Exclamation]              | Ariola Japan      |
| 14 de fevereiro de 2002 | Symphonia                                                                              | His Excellency Demon Kogure  | BMG Japan         |
| 8 de outubro de 2003    | When The Future Loves The Past〜未来が過去を愛するとき〜 (Mirai ga Kako wo Aisurutoki) | His Excellency Demon Kogure  | BMG Japan         |
| 24 de janeiro de 2007   | Girls' Rock                                                                            | Demon Kogure                 | Avex Trax         |
| 30 de janeiro de 2008   | Girls' Rock √ Hakurai                                                                  | Demon Kogure                 | Avex Trax         |
| 11 de fevereiro de 2009 | Girls' Rock ~Tiara~                                                                    | Demon Kogure                 | Avex Trax         |
| 16 de março de 2012     | Mythology                                                                              | Demon Kakka                  | Avex Trax         |

### Singles
| Data de lançamento     | Título                 | Pseudônimo      | Gravadora     |
| ---------------------- | ---------------------- | --------------- | ------------- |
| 21 de agosto de 1995   | Love Romance           | Demon Kogure    | Ki/oonRecords |
| 20 de setembro de 2000 | Age of Zero!           | ! [Exclamation] | BMG Japan     |
| 14 de janeiro de 2009  | 熱くなれ (Atsuku Nare) | Demon Kogure    | Avex Trax     |
| 12 de dezembro de 2012 | Forest of Rocks        | Demon Kakka     | Avex Trax     |

### Compilações
| Data de lançamento | Título            | Pseudônimo                                                                 | Gravadora |
| ------------------ | ----------------- | -------------------------------------------------------------------------- | --------- |
| 8 de junho de 2005 | Le Monde de Demon | 小暮伝衛門 (Kogure Den-emon), ! [Exclamation], His Excellency Demon Kogure | BMG Japan |
| 20/102010          | Girls' Rock Best  | Demon Kakka                                                                | Avex Trax |

### VHS/DVD
| Data de lançamento     | Título                                                         | Gravadora      |
| ---------------------- | -------------------------------------------------------------- | -------------- |
| 12/121993              | His Excellency Demon Kogure Dinner Show: 宴会大王 (Enkai Daio) | Ki/oon Records |
| 26/042006              | Demon Kogure: "In The Naked Lens"                              | BMG Japan      |
| 26 de setembro de 2007 | Demon's Rock Show!                                             | Avex Trax      |
| 24 de setembro de 2008 | √ Hakurai Culture Rock Show!                                   | Avex Trax      |
| 20 de janeiro de 2010  | Demon's Rock Expo ~The Live~                                   | Avex Trax      |

### Aparições especiais em outros albuns
| Ano de lançamento | Música                                                                             | Artista                                                           | Álbun/CD single |
| ----------------- | ---------------------------------------------------------------------------------- | ----------------------------------------------------------------- | --- |
| 1987              | "Rolling Boys in Town" (refrão)                                                    | 大江千里 (Ooe Senri)                                              | 1234 |
| 1988              | "恋のベンチシート (Koi no Benchi Shiito) (refrão)"                                 | 小泉今日子 (Koizumi Kyouko)                                       | ナツメロ (Natsumero) |
| 1991              | "WE ARE THE 魚屋のおっさん'91 (We are the Sakanaya no Ossan'91)"                   | 嘉門達夫 (Kamon Tatsuo)                                           | 宴 (Utage) |
| 1992              | "Venus"                                                                            | 尾崎亜美 (Ami Ozaki)                                              | Points-3 |
| 1993              | "冥界～北斗晶〈全女〉へ捧ぐ (Meikai ~ Hokuto Akira (Zenjyo) He Sasagu)"            | desconhecido                                                      | 心のプロレス~輝ける美麗の格闘戦士達へ捧ぐ~ (Kokoro no Puroresu ~Kagayakeru Birei no Kakutou Senshi Tachi he Sasagu~)                                                                |
| 1995              | "魔王 (Maou)"                                                                      | 杉浦フィルハーモニーオーケストラ (Sugiura Philharmonia Orchestra) | ト音記号 (To on Kigou) |
| 1995              | "悪魔 (Akuma)"                                                                     | desconhecido                                                      | オフ・オフ・マザーグース (Ofu.Ofu.Mazaaguusu) |
| 1996              | "erro em {{japonês}}: Texto em japonês ou romaji necessário (ajuda)"               | 平松愛里 (Eri Hiramatsu)                                          | Reborn |
| 1996              | "失楽園はふたたび (Shitsu Rakuen wa Futatabi)"                                     | ダミアン浜田 (Damian Hamada)                                      | 照魔鏡 (Shou ma Kyou) |
| 1999              | "Man on the Silver Mountain"                                                       | Vários Artistas                                                   | Super Rock Summit Rainbow Eyes |
| 2001              | "Wisdom of Nature"                                                                 | 尾崎亜美 (Ami Ozaki)                                              | Amii-Phonic |
| 2002              | "エフ・ユー・シー・ケー (efu-yuu-shii-kee)"                                        | Vários Artistas                                                   | Skill and a Shout It Lets Out |
| 2006              | "L←→R"                                                                             | Vários Artistas                                                   | Death Note Tribute |
| 2007              | "Under My Martial Law"                                                             | MCU                                                               | A.K.A |
| 2009              | "ただ凍える挽歌〜The Theme Of FREEZA〜 (Tada Kogoeru Elegy ~The Theme Of Freeza~)" | Vários Artistas                                                   | Dragon Ball Kai Song Collection |
| 2010              | "ダーミー城の吸血悪魔(笑) (Damijou no Kyuketsu Akuma (Wara))"                      | Damijaw                                                           | 無力な自分が許せない (Muryoku na Jibun ga Yurusenai) |
| 2010              | "Search For Light"                                                                 | Grand Illusion                                                    | Brand New World |
| 2010              | "Time To Turn Over"                                                                | Takashi O'Hashi                                                   | Independent Souls Union |
| 2011              | "ただ凍える挽歌〜The Theme Of FREEZA〜 (Tada Kogoeru Elegy ~The Theme Of Freeza~)" | Vários Artistas                                                   | Dragon Ball Kai Complete Song Collection |
| 2012              | "Forest of Rocks"                                                                  | Vários Artistas                                                   | "仮面ライダー×仮面ライダー ウィザード＆フォーゼ MOVIE大戦アルティメイタム ORIGINAL SOUNDTRACK (Kamen Rider × Kamen Rider Wizard & Fourze: Movie War Ultimatum ORIGINAL SOUNDTRACK)" |

## Filmografia

### Aparições em vídeo-games
| Ano de lançamento | Game                                                                         | Console                | Notas                                                                                  |
| ----------------- | ---------------------------------------------------------------------------- | ---------------------- | -------------------------------------------------------------------------------------- |
| 1986              | 聖飢魔II - 悪魔の逆襲 (Seikima-II - Akuma no Gyakushuu)                      | Famicom e MSX2         | É o personagem principal que precisa salvar membros de sua banda em 4 áreas distintas. |
| 1989              | DJ Boy                                                                       | Arcade                 | Fez a voz do DJ na versão japonesa do jogo.                                            |
| 1993              | 悪魔の審判 (Akuma no Shinpan)                                                | Pioneer LaserActive    | Apareceu neste jogo.                                                                   |
| 1996              | G・O・D～目覚めよと呼ぶ声が聴こえ～ (AG.O.D ~Mezame yoto Yobu Koe ga Kikoe~) | Nintendo Super Famicom | Compôs toda a trilha sonora para o jogo.                                               |
| 1996              | 桃太郎道中記 (Momotarou Douchuu Ki)                                          | desconhecido           | Escreveu uma música para um dos personagens.                                           |
| 1998              | G.O.D Pure                                                                   | Sony PlayStation       | Escreveu música para este jogo.                                                        |
| 1998              | SANKYO FEVER実践シミュレーション 3 (Sankyo Fever Jissen Shimyureeshon)       | Sony PlayStation       | Dublou alguns personagens para este jogo.                                              |
| 2009              | Trick x Logic season 1                                                       | Sony PSP               | Fez a voz de um dos personagens principais para este jogo.                             |
| 2009              | Trick x Logic season 2                                                       | Sony PSP               | Fez a voz de um dos personagens principais para este jogo.                             |

### Filmes/curta-metragem/OVA
| Ano  | Título                                                         | Personagem/Papel                                              |
| ---- | -------------------------------------------------------------- | ------------------------------------------------------------- |
| 1986 | Wanna-Be's                                                     | ele mesmo                                                     |
| 1989 | Godzilla vs. Biollante                                         | ele mesmo                                                     |
| 1989 | Batman                                                         | Coringa (Jack Nicholson) (dublagem japonesa)                  |
| 1990 | Urotsukidoji II: Legend of the Demon Womb                      | Münchhausen II                                                |
| 1992 | Humane Society                                                 | Ele mesmo                                                     |
| 1997 | 桃太郎道中記 (Momotarō Dōchūki)                                | video-game                                                    |
| 1998 | Rudra Shags!                                                   | video-game                                                    |
| 2003 | ジブンナリ (Jibun Nari)                                        | desconhecido                                                  |
| 2008 | コナ ニシテ フウ (Kona Nishite Fuu)                            | Ele mesmo. Também é roteirista e diretor deste curta-metragem |
| 2012 | Kamen Rider × Kamen Rider Wizard & Fourze: Movie War Ultimatum | Zatan (voz)                                                   |

## Livros
| Ano de lançamento | Título | Editora | Notas                         |
| ----------------- | --- | ------- | ----------------------------- |
| 1987              | 我は求め訴えたり (Ware ha Motome Uttaetari)                                                                              | NESCO   |                               |
| 1988              | 10回クイズちがうね (10 Kai Quiz Chigaune)                                                                                | NBS     | Um livro com uma fita cassete |
| 1988              | デーモン小暮の試験に出るぬらりひょん 大学入試シリーズ (Demon Kogure no Shiken ni deru Nurarihyon Daigaku Nyuushi Series) | NBS     |                               |
| 1993              | 悪魔の人間学 (Akuma no Ningen Gaku)                                                                                      | Madra   |                               |
| 1994              | デーモン・オーケンのハッスル巌流島 (Demon Ohken no Hustle! Ganryu Jima)                                                  | NBS     |                               |